# Togur
Togur (tiếng Nga: Тогур) là một khu định cư kiểu đô thị ở huyện Kolpashevsky, tỉnh Tomsk, Nga. Vào năm 2015, dân số của ngôi làng là 7.051 người. Nó là một phần của Khu định cư đô thị Kolpashevsky.

## Địa lý
Ngôi làng nằm gần ngã ba sông Ket, một nhánh của sông Obi, cách thành phố Kolpashevo 8 km.
Ở làng Togur, khí hậu lạnh và ôn hòa. Một lượng mưa đáng kể, ngay cả trong những tháng khô nhất. Theo phân loại khí hậu Köppen, nó có khí hậu lục địa với một mùa hè ấm (Köppen Dfb). Nhiệt độ trung bình hàng năm là 21,2 °C, lượng mưa trung bình hàng năm là 487 mm.
| Dữ liệu khí hậu của Togur          | Dữ liệu khí hậu của Togur | Dữ liệu khí hậu của Togur | Dữ liệu khí hậu của Togur | Dữ liệu khí hậu của Togur | Dữ liệu khí hậu của Togur | Dữ liệu khí hậu của Togur | Dữ liệu khí hậu của Togur | Dữ liệu khí hậu của Togur | Dữ liệu khí hậu của Togur | Dữ liệu khí hậu của Togur | Dữ liệu khí hậu của Togur | Dữ liệu khí hậu của Togur | Dữ liệu khí hậu của Togur |
| Tháng                              | 1                         | 2                         | 3                         | 4                         | 5                         | 6                         | 7                         | 8                         | 9                         | 10                        | 11                        | 12                        | Năm                       |
| ---------------------------------- | ------------------------- | ------------------------- | ------------------------- | ------------------------- | ------------------------- | ------------------------- | ------------------------- | ------------------------- | ------------------------- | ------------------------- | ------------------------- | ------------------------- | ------------------------- |
| Tối thiểu trung bình ngày °F       | —                         | —                         | 3                         | —                         | —                         | —                         | —                         | —                         | —                         | 25                        | —                         | −8                        | —                         |
| Lượng Giáng thủy trung bình inches | 0.9                       | 0.6                       | 0.7                       | 1.0                       | 1.9                       | 2.2                       | 2.6                       | 2.8                       | 2.0                       | 1.8                       | 1.4                       | 1.2                       | 19.1                      |
| Trung bình ngày tối thiểu °C       | —                         | —                         | −16                       | —                         | —                         | —                         | —                         | —                         | —                         | −4                        | —                         | −22                       | —                         |
| Lượng Giáng thủy trung bình mm     | 24                        | 16                        | 17                        | 25                        | 49                        | 57                        | 67                        | 71                        | 50                        | 46                        | 35                        | 30                        | 487                       |
| Nguồn:                             |                           |                           |                           |                           |                           |                           |                           |                           |                           |                           |                           |                           |                           |

## Lịch sử
Togur là một trong những khu định cư lâu đời nhất của Nga ở Siberia, được thành lập vào đầu thế kỷ 17. Năm 1939 nó được phân loại là một khu định cư kiểu đô thị, trước khi trở lại là một ngôi làng vào năm 1992.

## Tôn giáo
Năm 1818, một nhà thờ Chính thống giáo bằng đá được xây dựng. Từ năm 1940 đến năm 1945, nó đã bị đóng cửa.

## Người nổi tiếng
- Vladimir Peshnyak (sinh năm 1949) - tác giả phần nhạc quốc ca Cộng hòa Altai